# Don't Mess With the Messer
«Don't Mess With the Messer» es el tercer y último sencillo del álbum de Grace Jones Muse, lanzado en 1979. Fue lanzado como lado B de la canción "On Your Knees". En la versión de 7" aparecen versiones editadas de las dos pistas, mientras que en el de 12" incluyó una mezcla ligeramente diferente de "On Your Knees" y una remezcla extendida de "Don't Mess With the Messer". Ninguna de estas mezclas y ediciones han sido republicadas en CD.

## Lista de canciones
- US 7" sencillo (1979) Island IS49002RE-1

1. «Don't Mess With the Messer» (Editada) - 4:10
2. «On Your Knees» (Editada) - 3:49